# Matías Libedinsky
Matías Luis Libedinsky Silva (Santiago de Chile, 1976) es un físico y rabino ortodoxo chileno. 

## Biografía
Es el mayor de seis hermanos. Desde pequeño mostró un particular interés por los temas científicos más variados. Durante su época escolar ganó una gran cantidad de medallas en Olimpiadas de Matemáticas y Física, tanto en Chile como a nivel internacional. En la Prueba de Aptitud Académica obtuvo doble puntaje nacional en lenguaje y matemáticas. En 1998, tras tres años de estudio en pregrado, obtuvo el grado de Licenciado en Física en la Universidad de Chile, y es durante su época universitaria que pasa de un agnosticismo rondante en el ateísmo, a concebir una visión espiritual del mundo. Posteriormente viajó a Estados Unidos a proseguir estudios de postgrado, obteniendo en el año 2000 un M.S. en Física en el California Institute of Technology, Caltech.
Comenzó su educación judía formal estudiando en la Yeshivá Darche Noam/Shapell's College of Jewish Studies en Jerusalén, Israel, donde estudió desde el año 2000 hasta el 2002. Continuó sus estudios de rabinato en la Yeshivat Beit Israel Center for Advanced Studies bajo la supervisión del Rabino Nosson Weisz, obteniendo su Semijá en Leyes de Nidá, desde 2002 hasta 2006. Luego regresa a Chile para formar, junto a un grupo de rabinos, la institución Morashá, actualmente la más exitosa entidad dedicada a enseñar judaísmo a jóvenes en edad univeristaria.
Es sobrino de Marcos Libedinsky Tschorne, exministro del Tribunal Constitucional y de la Corte Suprema de Chile.
Matías Libedinsky está casado y tiene siete hijos.

## Obras
- El Gran Diseño y Dios ¿Necesita Stephen Hawking y Su Multiverso a Dios?